# Kryptoaktywa
Kryptoaktywa – aktywa wyrażone w formie cyfrowych tokenów, odzwierciedlające zasoby w postaci np: kryptowalut lub praw własności, które można przenosić i przechowywać w formie elektronicznej z wykorzystaniem blockchain i technologii rozproszonego rejestru lub podobnej. Regulacje w tym zakresie wprowadziła Komisja Europejska w rozporządzeniu z dnia 24.9.2020 o oznaczeniu COM(2020) 593 final 2020/0265(COD).
Aktywa w tym przypadku wyrażone są poprzez tokeny oparte na technikach kryptograficznych i denominowane we własnej jednostce rozliczeniowej. Inaczej jest to cyfrowe mapowanie relacji zachodzących pomiędzy abonentami sieci DLT (technologii rozproszonych rejestrów) / sieci blockchain, którym w ramach tej sieci można przypisać różne prawa, w tym prawa majątkowe. Reprezentuje rzeczywistą wartość ekonomiczną lub wartość, która nie znajduje odzwierciedlenia w rzeczywistej wartości bazowej. Niemniej jednak jest to umownie akceptowane między stronami transakcji, które są przechowywane kryptograficznie za pomocą technologii blockchain. Popularnym przykładem kryptoaktywów są tokeny NFT.
Mogą być zaakceptowane przez inne jednostki rynkowe i handlowane pomiędzy tymi jednostkami jako przechowywany z wykorzystaniem zabezpieczeń kryptograficznych z wykorzystaniem technologii DLT (w tym blockchain), gdzie wiązka praw związanych z kryptowalutą może przybrać postać tokena.

## Ryzyko
Inwestycja w kryptoaktywa wiąże się z wysokim ryzykiem, ponieważ rynek oparty na tych pojęciach charakteryzuje się wysoką zmiennością. Najlepszym w tym wypadku przykładem będzie wycena najpopularniejszej kryptowaluty – Bitcoin (BTC). Początkowo wartość Bitcoina wynosiła zaledwie 324,47$ (było to 11 marca 2014 r.), po czym już 17 stycznia 2016 r. wartość ta spadła do najniższej wartości 206,27$. Z roku na rok jednak wartość tej kryptowaluty wzrastała, by na dzień 15 listopada 2021 r. osiągnąć wartość 65 496,01$.

## Skala nieprawidłowości
Wśród pierwszych firm deweloperskich, które wyemitowały aktywa kryptograficzne na pozyskanie kapitału, by rozpocząć działalność (tzw. Initial Coin Offering – ICO), w przypadku w znacznej części (ok. 30%) wartość rynkowa wyemitowanych kryptowalut spadła do zera. Jednak zdecydowana większość wartości podmiotów i wyemitowanych przez nie tokenów została odnaleziona poniżej ceny emisyjnej ustalonej podczas ICO. Na podstawie dostępnych informacji szacuje się, że obiecywane kryptoaktywa nie zostają w rzeczywistości wyemitowane, a fałszywe zbiórki są wykorzystywane przy użyciu mechanizmu ICO. Bywa też tak, że emitenci po uzyskaniu inwestorów „znikają”, a szacunkowo może być ich około 80%.